# Polygala inexpectata
Polygala inexpectata är en jungfrulinsväxtart som beskrevs av Pesmen och Erik. Polygala inexpectata ingår i släktet jungfrulinssläktet, och familjen jungfrulinsväxter. Inga underarter finns listade i Catalogue of Life.